# Ahmet Bacak
Ahmet Bacak (4 de mayo de 1989) es un deportista turco que compitió en tiro con arco, en la modalidad de arco compuesto. Ganó una medalla de plata en el Campeonato Europeo de Tiro con Arco al Aire Libre de 2014, en la prueba por equipo.

## Palmarés internacional
| Campeonato Europeo al Aire Libre | Campeonato Europeo al Aire Libre | Campeonato Europeo al Aire Libre | Campeonato Europeo al Aire Libre |
| Año                              | Lugar                            | Medalla                          | Prueba                           |
| -------------------------------- | -------------------------------- | -------------------------------- | -------------------------------- |
| 2014                             | Echmiadzin (Armenia)             | Medalla de plata                 | Equipo                           |